# 2060年4月30日日食
2060年4月30日日食为一次在协调世界时2060年4月30日出現的一次日全食。該次日食食分為1.0660，食甚維持時間5分15秒。

## 概述
這次日食的食分是1.0660，全食維持5分15秒。

## 基本參數
- 類型：日全食
- 食最大地點資料：
  - 日期：2060年4月30日
  - 時間：10時10分0秒
  - 地點：28N 21E
  - 食分：1.0660
  - 日全食持續時間：5分15秒

## 外部連結
- NASA未來日食資料（页面存档备份，存于）
- 可見區域圖和時間統計：由弗雷德·埃斯佩纳克做出的日食預報，NASA/GSFC
  - Google互動地圖呈現的日食範圍
  - 貝塞爾元素